# Bijeli, bijeli svijet (2010.)
Bijeli, bijeli svijet (srp. Бели, бели свет) je srpski film iz 2010. godine.
Režirao ga je Oleg Novković, koji je napisao i scenarij zajedno s Milenom Marković.
Film je premijerno prikazan na 63. Filmskom festivalu u švicarskom gradu Locarnu 6. kolovoza 2010. godine. Na ovom festivalu glumica Jasna Đuričić dobila je nagradu Srebrni leopard za najbolju glumicu za ulogu u ovom filmu.
Premijeru u Srbiji imao je 11. studenog 2010. u Boru, a beogradsku premijeru 30. studenog iste godine u Sava centru, u okviru Festivala autorskog filma.